# Stacy Collins
Stacy Collins (Sutherlin, Oregon, 1975. szeptember 10. –) amerikai amerikaifutball-játékos és -edző, 2024-től a Boise State Broncos edzőhelyettese.
Feleségével, Mandivel négy lányuk (Kayla, Mackenzie, Kylee és Mackenna) született.

## Tanulmányai
Testnevelés szakos alapdiplomáját 1997-ben, tanárképzői mesterdiplomáját 2001-ben szerezte a Nyugat-oregoni Egyetemen, ahol 1993 és 1997 között az amerikaifutball-csapat játékosa, 1998 és 2001 között pedig edzője volt.

## Pályafutása
1999 és 2001 között a Vienna Vikings, 2002-ben pedig a South Dakota Mines Hardrockers védőkoordinátora volt. 2003–2004-ben a Western Washington Vikings, 2005–2006-ban pedig az Idaho State Bengals linebackereinek edzője volt. 2007-ben a Southern Oregon Raiders védőkoordinátori és toborzói pozícióját töltötte be.
2008 és 2010 között a Central Washington Wildcats, 2011-ben pedig a Portland State Vikings csapatkoordinátora volt.
2012-ben kinevezték a South Dakota Mines Hardrockers vezetőedzőjévé; négy szezonjából kettőt nyertek meg, és támadójátékukkal több korábbi rekordjukat is megdöntötték. 2019-ben a Utah State Aggies munkatársa lett, ahol először csapatkoordinátor, majd a linebackerek és a running backek edzője volt. 2020. január 15-én a védőjátékosok koordinátorhelyettesévé léptették elő.
2021-ben a Boise State Broncos helyettese lett. 2022–2023-ban a Penn State Nittany Lions koordinátora volt, majd 2024 januárjában visszatért a Broncoshoz.

## Eredményei vezetőedzőként
| Szezon                                                               | Eredmény                                        | Eredmény                                        | Helyezés                                        |
| Szezon                                                               | Összesen                                        | Konferencia                                     | Helyezés                                        |
| South Dakota Mines Hardrockers (NCAA független)                      | South Dakota Mines Hardrockers (NCAA független) | South Dakota Mines Hardrockers (NCAA független) | South Dakota Mines Hardrockers (NCAA független) |
| -------------------------------------------------------------------- | ----------------------------------------------- | ----------------------------------------------- | ----------------------------------------------- |
| 2012                                                                 | 2–9                                             | –                                               | –                                               |
| 2013                                                                 | 6–4                                             | –                                               | –                                               |
| South Dakota Mines Hardrockers (Great Northwest Athletic Conference) |                                                 |                                                 |                                                 |
| 2014                                                                 | 2–9                                             | 1–5                                             | 6.                                              |
| 2015                                                                 | 6–5                                             | 2–4                                             | 5.                                              |
| Összesen:                                                            | 16–27                                           | 3–9                                             | –                                               |

## Fordítás
- Ez a szócikk részben vagy egészben  a   Stacy Collins című angol Wikipédia-szócikk ezen változatának fordításán alapul.  Az eredeti cikk szerkesztőit annak laptörténete sorolja fel. Ez a jelzés csupán a megfogalmazás eredetét és a szerzői jogokat jelzi, nem szolgál a cikkben szereplő információk forrásmegjelöléseként.